# Serravalle Sesia
Serravalle Sesia is een gemeente in de Italiaanse provincie Vercelli (regio Piëmont) en telt 5031 inwoners (31-12-2004). De oppervlakte bedraagt 20,4 km², de bevolkingsdichtheid is 247 inwoners per km².
De volgende frazioni maken deel uit van de gemeente: Bornate, Gattera, Piane Sesia, Vintebbio.

## Demografie
Serravalle Sesia telt ongeveer 2144 huishoudens. Het aantal inwoners daalde in de periode 1991-2001 met 0,6% volgens cijfers uit de tienjaarlijkse volkstellingen van ISTAT.
| Jaar | Inwoneraantal |
| ---- | ------------- |
| 1991 | 5040          |
| 2001 | 5008          |

## Geografie
Serravalle Sesia grenst aan de volgende gemeenten: Borgosesia, Crevacuore (BI), Gattinara, Grignasco (NO), Guardabosone, Lozzolo, Prato Sesia (NO), Romagnano Sesia (NO), Sostegno (BI).